# پرونده‌های کشمیر
پرونده‌های کشمیر (انگلیسی: The Kashmir Files) یک فیلم درام ۱۷۰ دقیقه‌ای محصول سال ۲۰۲۲ سینمای هند به نویسندگی و کارگردانی ویوک آگنیهوتری این فیلم داستانی تخیلی را ارائه می‌کند، که حول محور مهاجرت هندوهای کشمیری در دهه ۱۹۹۰ از کشمیر تحت کنترل هند است. این مهاجرت و رویدادهای منتهی به آن را به عنوان یک نسل‌کشی به تصویر می‌کشد، تصوری که به‌طور گسترده توسط محققان نادرست تلقی می‌شود. ولی این فیلم ادعا می‌کند که چنین حقایقی با توطئه سکوت سرکوب شده‌است.

## داستان
فیلم پرونده‌های کشمیر روایتی دلخراش از درد، رنج، مبارزه و آسیب‌های مردم کشمیری در سال ۱۹۹۰ است که از نگاه کریشنا، (با بازی دارشان کومار) قهرمان داستان، دیده می‌شود. این فیلم حقایق چشمگیری در مورد دموکراسی، مذهب، سیاست و انسانیت را زیر سوال می‌برد... 

## تولید
کل فیلم در سی روز، عمدتاً در موسوری و درادون، همراه با برنامه فیلمبرداری یک هفته‌ای در کشمیر، از جمله در دریاچه دال، فیلمبرداری شد.

## بازخوردها
استقبال منتقدان از فیلم متفاوت بود، با فیلمبرداری و بازیگری که تصور می‌شد قانع‌کننده هستند، اما خط داستانی به دلیل تلاش برای بازنویسی تاریخ تثبیت‌شده و تبلیغ اسلام‌هراسی مورد انتقاد قرار گرفت. حامیان این فیلم را به خاطر نشان دادن آنچه که می‌گویند جنبه نادیده گرفته شده تاریخ کشمیر است ستایش کرده‌اند.

## باکس آفیس
تا ۲۸ آوریل ۲۰۲۲، این فیلم که برای ساخت آن تقریباً ۱۵ کرور روپیه (۱٫۹ میلیون دلار) هزینه داشت، در سرتاسر جهان ۳۴۱ کرور روپیه (۴۳ میلیون دلار آمریکا) فروخت. که تبدیل به پردرآمدترین فیلم هندی سال ۲۰۲ شد.

## مشکلات تولید

### تهدیدها
سازندگان این فیلم گفته‌اند که چندین حکم علیه کارگردان فیلم و خانواده اش صادر شده‌است. تهدید به مرگ و تماس های تهدیدآمیز برای توقف اکران فیلم نیز گزارش شده‌است. با آماده شدن فیلم برای اکران در سینماهای هند، تعداد تماس ها و پیام های تهدیدآمیز افزایش یافت، به طوری که مدیران مجبور شدند حساب‌های اجتماعی خود را غیرفعال کنند. امنیت ویژه نیز از طریق دولت از نیروی پلیس ذخیره مرکزی تامین می‌شد.

### اعلام جرم
یک دعوی حقوقی توسط یکی از ساکنان اوتار پرادش مطرح شد، که به دنبال توقف اکران فیلم به این دلیل بود که این فیلم ممکن است مسلمانان را به عنوان قاتلان پاندیت‌های  کشمیری نشان دهد و آن را رویکردی یک طرفه توصیف کرد. این به احساسات مسلمانان آسیب می‌رساند و ممکن است به خشونت علیه مسلمانان دامن بزند. که  توسط دادگاه عالی بمبئی به دلایل فنی رد شد.  این شکایت توسط بیوه یکی از رهبران اسکادران نیروهای مسلح هند که در جریان شورش کشمیر کشته شد، تنظیم شد. در شکایت بیوه آمده است که این فیلم به دروغ وقایع را در مقایسه با شوهراش به تصویر می‌کشد و به دنبال توقف اکران آن بوده‌است. بر این اساس دادگاه تهیه کنندگان را از نمایش صحنه‌های مربوطه منع کرد.